# أنيته غروت
أنيته غروت (بالألمانية: Annette Groth) (و. 1954  م) هي سياسية ألمانية، هي عضوةٌ الحزب اليساري الألماني، شاركت في الانتخابات الرئاسية الألمانية 2012، والانتخابات الرئاسية الألمانية 2010، والانتخابات الرئاسية الألمانية 2017.

## مناصب
تولت منصب عضو في البوندستاغ الألماني (22 أكتوبر 2013–22 أكتوبر 2013).

## التعليم
تعلمت في جامعة برلين الحرة، وتحصلت منها على دبلوم ‏ (1974–1979).